# 渡辺和史
渡辺 和史（わたなべ かずし、1994年10月6日 - ）は、将棋棋士。豊川孝弘七段門下。棋士番号は319。東京都新宿区出身。東京都立白鷗高等学校・附属中学校、大正大学文学部歴史学科（日本史コース）卒業。

## 棋歴

### プロ入りまで
1999年（5歳頃）、父が突然仕事帰りに将棋の盤と駒を買ってきた事がきっかけに始める。
2006年、第31回小学生名人戦・第5回全国小学生倉敷王将戦 高学年の部東京都代表。
関東研修会を経て、2008年に関東奨励会入会。
奨励会三段リーグは、第54回（2013年度下期）より参加。初参加の成績は1勝17敗に終わるも、師匠の豊川孝弘から「まだ先がある。二段に落ちてもいいくらいの気持ちで」と励まされ、のびのびと指せるようになったという。第65回（2019年上期）三段リーグにて、現行制度で最多タイ（達成当時）の勝利数となる16勝2敗の成績を挙げ、リーグ1位で四段昇段プロデビューを決めた。

### プロ入り後
デビューとなった2020年度から活躍し、31勝15敗と大きく勝ち越した。また、この成績により第71回NHK杯の「総合成績優秀者」による予選シード権を手に入れると、本戦1回戦でも井上慶太に勝利した。
2021年度は、順位戦2期目となる第80期順位戦にて、9勝1敗（1位）の成績でC級1組への昇級及び五段への昇段を果たした。特に最終局は「勝てば昇級が確定、負ければ6位」という状態になったが、相手は「勝てば降級点回避」が決まる長谷部浩平との大勝負だった。結果、渡辺は長谷部との激闘を制したが、「最後はたまたま勝ちが転がり込んできた感じで反省の内容」と振り返っている。また、歴代7位タイとなる20連勝を達成し、将棋大賞の連勝賞を受賞した。
2022年度は、開幕5連敗とつまずいたものの、10月から連勝を重ね第81期順位戦にて、B級2組への昇級と六段昇段を果たした。また二年連続での連勝賞（18連勝、歴代10位タイ）を受賞した。

## 棋風
- 攻守にバランスの取れた棋風で[9]、得意戦法は角換わり[1]。

## 人物・エピソード
- 趣味はバスケットボール[1][10]。中学・高校時代には昼休みに同級生だった佐々木勇気と一緒にバスケに興じており[11]、今でも佐々木勇を部長とした将棋連盟バスケ部に所属している[11]。
- 最後となった三段リーグでは、前述通り現行制度で最多タイの勝利数となる16勝2敗の成績だったが、渡辺自身は「自分の実力からしたら出来過ぎ。運が味方をしてくれた。」とコメントしている[7]。また、師匠の豊川からはTwitterで「和史！おめでとう！」とプロ入りを祝福された[12]。
- 2023年12月25日より連載開始の少年ジャンプ+『目の前の神様』（久野田ショウ）の将棋監修[13]。

## 昇段履歴
昇段規定は、将棋の段級 を参照。
研修会（関東研修会）
| - 0000年00月00日 ： F2クラス（関東研修会入会、2003年5月以前） - 2003年09月00日 ： F1クラス - 2004年03月00日 ： E2クラス - 0000年00月00日 ： D2クラス - 0000年00月00日 ： D1クラス - 0000年00月00日 ： C2クラス - 2006年09月00日 ： C1クラス - 2007年05月00日 ： B2クラス - 0000年00月00日 ： B1クラス - 0000年00月00日 ： A2クラス |

奨励会（関東奨励会）
- 2008年02月00日 ： 6級 = 関東奨励会入会 [1]

| - 2008年06月00日 ： 5級 - 2008年09月00日 ： 4級 - 2009年03月00日 ： 3級 - 2009年10月00日 ： 2級 - 2010年01月00日 ： 1級 - 2010年05月00日 ： 初段 - 2011年07月00日 ： 二段 |

- 2013年04月03日 ： 三段（第54回奨励会三段リーグ戦〈2013年度後期〉からリーグ参加）[1]
- 2019年10月01日 ： 四段（第65回奨励会三段リーグ戦成績1位） = プロ入り [1]

四段昇段以降
- 2019年10月01日 ： 四段 = プロ入り [1]
- 2022年03月10日 ： 五段（順位戦C級1組昇級、通算64勝29敗）[24][注釈 2]
- 2023年03月07日 ： 六段（順位戦B級2組昇級、通算91勝43敗）[30][31][注釈 3]
- 2024年05月09日 ： 七段（竜王ランキング戦連続2回昇級、通算116勝61敗）[37][注釈 4]

## 主な成績

### 将棋大賞
- 第49回（2021年度） 連勝賞（20連勝、2021年10月7日-2022年3月18日）
- 第50回（2022年度） 連勝賞（18連勝、2022年10月1日-2023年2月21日）

### 在籍クラス
| 開始 年度 | (出典)順位戦出典 | (出典)順位戦出典 | (出典)順位戦出典 | (出典)順位戦出典 | (出典)順位戦出典 | (出典)順位戦出典 | (出典)順位戦出典 | (出典)順位戦出典 | (出典)竜王戦出典 | (出典)竜王戦出典 | (出典)竜王戦出典 | (出典)竜王戦出典 | (出典)竜王戦出典 | (出典)竜王戦出典 | (出典)竜王戦出典 | (出典)竜王戦出典 | (出典)竜王戦出典 | (出典)竜王戦出典 |
| 開始 年度 | 期               | 名人             | A級              | B級              | B級              | C級              | C級              | 0                | 期               | 竜王             | 1組              | 2組              | 3組              | 4組              | 5組              | 6組              | 決勝 T           |                  |
| 開始 年度 | 期               | 名人             | A級              | 1組              | 2組              | 1組              | 2組              | 0                | 期               | 竜王             | 1組              | 2組              | 3組              | 4組              | 5組              | 6組              | 決勝 T           |                  |
| --- | ---------------- | ---------------- | ---------------- | ---------------- | ---------------- | ---------------- | ---------------- | ---------------- | ---------------- | ---------------- | ---------------- | ---------------- | ---------------- | ---------------- | ---------------- | ---------------- | ---------------- | ---------------- |
| 2019 | 78               | 四段昇段前       | 四段昇段前       | 四段昇段前       | 四段昇段前       | 四段昇段前       | 四段昇段前       | 四段昇段前       | 33               |                  |                  |                  |                  |                  |                  | 6組              | --               | 0-1/昇3-1        |
| 2020 | 79               |                  |                  |                  |                  |                  | C249             | 6-4              | 34               |                  |                  |                  |                  |                  |                  | 6組              | --               | 2-1/昇2-1        |
| 2021 | 80               |                  |                  |                  |                  |                  | C225             | 9-1              | 35               |                  |                  |                  |                  |                  |                  | 6組              | --               | 3-1/昇1-1        |
| 2022 | 81               |                  |                  |                  |                  | C128             |                  | 9-1              | 36               |                  |                  |                  |                  |                  |                  | 6組              | --               | 5-1 (2位)        |
| 2023 | 82               |                  |                  |                  | B223             |                  |                  | 6-4              | 37               |                  |                  |                  |                  |                  | 5組              |                  | 1-1              | 5-0 (1位)        |
| 2024 | 83               |                  |                  |                  | B210             |                  |                  | -                | 38               |                  |                  |                  |                  | 4組              |                  |                  | --               |                  |
| 順位戦、竜王戦の 枠表記 は挑戦者。右欄の数字は勝-敗(番勝負/PO含まず)。 順位戦の右数字はクラス内順位 ( x当期降級点 / *累積降級点 / +降級点消去 ) 順位戦の「F編」はフリークラス編入 /「F宣」は宣言によるフリークラス転出。 竜王戦の 太字 はランキング戦優勝、竜王戦の 組(添字) は棋士以外の枠での出場。 |                  |                  |                  |                  |                  |                  |                  |                  |                  |                  |                  |                  |                  |                  |                  |                  |                  |                  |

### 年度別成績
| 年度                                                                | 対局数 | 勝数 | 負数 | 勝率   | (出典) |
| ------------------------------------------------------------------- | ------ | ---- | ---- | ------ | ------ |
| 2015年度                                                            | 3      | 1    | 2    | 0.3333 | [ 42 ] |
| 2016年度                                                            | 3      | 1    | 2    | 0.3333 | [ 43 ] |
| 2017年度                                                            | 0      | 0    | 0    | -.---- |        |
| 2018年度                                                            | 4      | 2    | 2    | 0.5000 | [ 44 ] |
| 2019年度                                                            | 2      | 1    | 1    | 0.5000 | [ 45 ] |
| 通算                                                                | 12     | 5    | 7    |        |        |
| 2019年10月1日 四段昇段 四段昇段前の成績（棋士通算成績の合算対象外） |        |      |      |        |        |

| 年度             | 対局数 | 勝数 | 負数 | 勝率   | (出典) | 通算成績 | 通算成績 | 通算成績 | 通算成績 | 通算成績 |
| ---------------- | ------ | ---- | ---- | ------ | ------ | -------- | -------- | -------- | -------- | -------- |
| 2019年度         | 6      | 3    | 3    | 0.5000 | [ 46 ] | 対局数   | 勝数     | 負数     | 勝率     | (出典)   |
| 2020年度         | 46     | 31   | 15   | 0.6739 | [ 47 ] | 52       | 34       | 18       |          |          |
| 2019-2020 (小計) | 52     | 34   | 18   |        |        | 通算成績 | 通算成績 | 通算成績 | 通算成績 | 通算成績 |
| 年度             | 対局数 | 勝数 | 負数 | 勝率   | (出典) | 対局数   | 勝数     | 負数     | 勝率     | (出典)   |
| 2021年度         | 43     | 31   | 12   | 0.7209 | [ 48 ] | 95       | 65       | 30       | 0.6842   | [ 49 ]   |
| 2022年度         | 42     | 29   | 13   | 0.6904 | [ 50 ] | 137      | 94       | 43       | 0.6861   | [ 51 ]   |
| 2023年度         | 36     | 20   | 16   | 0.5555 | [ 52 ] | 173      | 114      | 59       | 0.6589   | [ 53 ]   |
| 2021-2023 (小計) | 121    | 80   | 41   |        |        |          |          |          |          |          |
| 通算             | 173    | 114  | 59   | 0.6589 | [ 53 ] |          |          |          |          |          |
| 2023年度まで     |        |      |      |        |        |          |          |          |          |          |

- 公式戦通算100勝：2023年07月12日（通算100勝47敗、第9期叡王戦予選・対遠山雄亮六段 戦）[注釈 5]